# 乔尔·E·科恩
乔尔·E·科恩（1944年2月10日—）是一位美国數理生物學家和种群生物学家，洛克菲勒大學教授，美国外交关系协会成员，1981年获第一届麦克阿瑟奖。